# Das Lied vom dünnen Mann
Das Lied vom dünnen Mann ist eine US-amerikanische Kriminalkomödie von Edward Buzzell aus dem Jahr 1947. Der Film greift auf Figuren des Romans Der dünne Mann von Dashiell Hammett zurück und ist der sechste und letzte Teil der Dünner-Mann-Filmreihe.

## Handlung
Nick und Nora Charles sind Gäste auf einem Casinoschiff. Die Jazzband an Bord spielt gut, bis auf Klarinettist Buddy Hollis, der unglücklich verliebt ist in die Sängerin Fran Ledue Page und einen Ton nach dem anderen verhaut. Schließlich kommt es zu einer Schlägerei zwischen Buddy und dem Musiker Tommy Drake, der in Kürze sowieso für Veranstalter Mitchell Talbin auf Tour gehen und das Casinoschiff verlassen wird. Tommy wiederum hat hohe Schulden bei dem zwielichtigen Al Amboy, und Talbin weigert sich, ihm einen Vorschuss zu bezahlen. Als Tommy kurze Zeit später Geld stehlen will, wird er erschossen. Kurz darauf verschwindet Buddy spurlos und Fran wird tot aufgefunden.
Die Schusswaffe, mit der Tommy getötet wurde, gehört dem Vater von Janet Thayer, die gegen den Willen ihrer Familie den nicht standesgemäßen Phil Brant geheiratet hat. Janet und Phil werden nun wegen Mordes gesucht und Phil kurze Zeit später auf Nicks Veranlassung hin festgenommen, da er selbst zum Ziel eines Mordanschlags wird.
Nick findet heraus, dass Buddy verrückt geworden und in einer Nervenheilanstalt in Poughkeepsie gelandet ist. Als Nora Buddy wegen der Mordnacht befragen will, schießt er auf sie mit eben jener Waffe, die David gehört, und bezichtigt sich des Mordes an Tommy – doch Nick glaubt, dass er unschuldig ist.
Schließlich ruft Nick alle Verdächtigen auf dem Casinoschiff zusammen. Buddy, dessen Zustand sich leicht gebessert hat, tritt auf und Nick verkündet schließlich, Buddy habe ihm bereits den Täter genannt. Nachdem Nick den Tatverlauf rekonstruiert hat, geht seine Rechnung auf: Mitchell stellt sich als Mörder. Er hat Tommy ermordet und den Verdacht auf den psychisch labilen Buddy gelenkt. Fran hat Buddy in der Psychiatrie besucht und bald gewusst, dass Mitchell Tommys Mörder ist. Sie hat ihn mit ihrem Wissen erpresst und wurde deshalb ermordet. Tommy wiederum musste sterben, weil Mitchell von Tommys Beziehung zu seiner Frau Phyllis wusste. Ursprünglich hatte Mitchell gehofft, dass Al Tommy wegen dessen Schulden umbringen würde. Phyllis gab jedoch Tommy ihr Collier, damit dieser so seine Schulden begleichen konnte. Daher musste sich Mitchell selbst um Tommy „kümmern“.
Überführt zieht Mitchell eine Waffe, wird jedoch von seiner Frau erschossen, die geschworen hat, den Mord an ihrem Geliebten Tommy zu rächen. Nick und Nora sind am Ende froh, endlich mal in Ruhe ausschlafen zu können.

## Produktion
Das Lied vom dünnen Mann wurde von Januar bis März 1947 gedreht. Es war der 13. von insgesamt 14 Filmen, in denen Myrna Loy und William Powell gemeinsam vor der Kamera standen. Der Film hatte am 28. August 1947 in New York Premiere. In Deutschland wurde er 1992 im Fernsehen erstmals gezeigt.

## Kritik
Für den Filmdienst ist Das Lied des dünnen Mannes der „letzte und schwächste Film der Serie um den von Dashiell Hammett kreierten und erstmals 1934 im Kino auftauchenden Detektiv; das Buch läßt den Witz der ersten Produktionen vermissen, die Hauptfiguren der Kriminalkomödie sind mittlerweile allzu vertraut. Mäßige Unterhaltung für Freunde der Serie.“

## Dünner Mann (Filmserie)
- Teil 1: Mordsache dünner Mann
- Teil 2: Nach dem dünnen Mann
- Teil 3: Noch ein dünner Mann
- Teil 4: Der Schatten des dünnen Mannes
- Teil 5: Der dünne Mann kehrt heim
- Teil 6: Das Lied vom dünnen Mann